# Championnat de Suisse de rugby à XV 2010-2011
Navigation
Ligue nationale A 2009-2010 Ligue nationale A 2011-2012
Le championnat de Suisse de rugby à XV 2010-2011 appelé Ligue nationale A 2010-2011 est une compétition de rugby à XV qui oppose les huit meilleurs des clubs suisses. La compétition commence le 11 septembre 2010 et se termine par une finale disputée le 28 mai 2011.
Le championnat se déroule en deux temps : une première phase dite régulière en match aller-retour où toutes les équipes se rencontrent deux fois et une phase finale à élimination directe. Les six premières équipes du classement à l'issue de la phase régulière sont qualifiées pour les playoffs. Les deux premières équipes du classement sont directement qualifiées pour les demi-finales alors que les équipes classées de la troisième à la sixième place s'affrontent en barrage pour l'attribution des deux places restantes dans le dernier carré. Cette année, l'équipe classée dernière n'est pas reléguée en Ligue nationale B car la compétition passe à un format à dix équipes pour la saison suivante.
Le RC Avusy remporte le championnat en disposant en finale du Stade Lausanne RC sur le score de 15 à 12.

## Les clubs de l'édition 2010-2011
La Ligue nationale A est disputée par huit équipes.
| - RC Avusy - RC CMSG - RC Genève PLO - Hermance RRC | - Stade Lausanne RC - Nyon RC - RC Yverdon - GC Zurich |

## Résumé des résultats

### Classement de la phase régulière
| Rang | Club              | J  | V  | N | D  | Bo | Bd | Pm  | Pe  | Diff | Pts |
| ---- | ----------------- | -- | -- | - | -- | -- | -- | --- | --- | ---- | --- |
| 1    | Nyon RC           | 14 | 12 | 0 | 2  | 5  | 1  | 391 | 191 | +200 | 54  |
| 2    | RC Avusy          | 14 | 11 | 0 | 3  | 6  | 1  | 361 | 124 | +237 | 50¹ |
| 3    | GC Zurich         | 14 | 9  | 0 | 5  | 5  | 2  | 328 | 249 | +79  | 43  |
| 4    | RC Genève PLO (T) | 14 | 8  | 1 | 5  | 6  | 2  | 309 | 210 | +99  | 42  |
| 5    | Lausanne UC       | 14 | 7  | 1 | 6  | 5  | 3  | 357 | 271 | +86  | 37¹ |
| 6    | Hermance RRC      | 14 | 6  | 0 | 8  | 3  | 2  | 256 | 281 | -25  | 28¹ |
| 7    | RC Yverdon        | 14 | 1  | 0 | 13 | 1  | 2  | 186 | 455 | -269 | 7   |
| 8    | RC CMSG           | 14 | 1  | 0 | 13 | 1  | 0  | 134 | 541 | -407 | 5   |

¹Le RC Avusy et le Stade Lausanne ont un point de pénalité pour avoir déclaré forfait pour un match. Le Hermance RRC a un point de pénalité pour avoir récolté 4 expulsion dans la saison.
|  | Qualifiés pour les demi-finales (no 1, no 2).         |
|  | Qualifiés pour les barrages (no 3, no 4, no 5, no 6). |
|  | T : tenant du titre 2010                              |

Attribution des points : victoire sur tapis vert : 5, victoire : 4, match nul : 2, défaite : 0, forfait : -2 ; plus les bonus (offensif : 4 essais marqués ; défensif : défaite par 7 points d'écart ou moins) et les malus (moins 1 point lorsque le club a trois expulsion).
Règles de classement : ?

### Phase finale
Les deux premiers de la phase régulière sont directement qualifiés pour les demi-finales. En matchs de barrage pour attribuer les deux autres places, le troisième reçoit le sixième et le quatrième reçoit le cinquième. Les vainqueurs affrontent respectivement le deuxième et le premier.
|  | Barrages              | Barrages         |                       |             | Demi-finales          | Demi-finales |  |  | Finale      | Finale      |
|  | Barrages              | Barrages         |                       |             | Demi-finales          | Demi-finales |  |  | Finale      | Finale      |
|  |                       |                  |                       |             |                       |              |  |  |             |             |
|  | 14 mai 2011           | 14 mai 2011      |                       |             | 21 mai 2011           | 21 mai 2011  |  |  | 28 mai 2011 | 28 mai 2011 |
|  | 14 mai 2011           | 14 mai 2011      |                       |             | 21 mai 2011           | 21 mai 2011  |  |  | 28 mai 2011 | 28 mai 2011 |
|  | 14 mai 2011           | 14 mai 2011      | [1] Nyon RC           | 16          |                       |              |  |  | 28 mai 2011 | 28 mai 2011 |
|  | [4] RC Genève PLO     | 20               | [1] Nyon RC           | 16          |                       |              |  |  | 28 mai 2011 | 28 mai 2011 |
|  | [4] RC Genève PLO     | 20               | [5] Stade Lausanne RC | 23          |                       |              |  |  | 28 mai 2011 | 28 mai 2011 |
|  | [5] Stade Lausanne RC | 28               | [5] Stade Lausanne RC | 23          |                       |              |  |  | 28 mai 2011 | 28 mai 2011 |
|  | [5] Stade Lausanne RC | 28               | 21 mai 2011           | 21 mai 2011 | [5] Stade Lausanne RC | 12           |  |  |             |             |
|  | 14 mai 2011           |                  | 21 mai 2011           | 21 mai 2011 | [5] Stade Lausanne RC | 12           |  |  |             |             |
|  |                       | [2] RC Avusy     | 21 mai 2011           | 21 mai 2011 | 15                    |              |  |  |             |             |
|  | [3] GC Zurich         | [2] RC Avusy     | 21 mai 2011           | 21 mai 2011 | 15                    | 8            |  |  |             |             |
|  | [3] GC Zurich         | [6] Hermance RRC | 5                     |             |                       | 8            |  |  |             |             |
|  | [6] Hermance RRC      | [6] Hermance RRC | 5                     | 20          |                       |              |  |  |             |             |
|  | [6] Hermance RRC      | [2] RC Avusy     | 18                    | 20          |                       |              |  |  |             |             |
|  |                       | [2] RC Avusy     | 18                    |             |                       |              |  |  |             |             |

## Résultats détaillés

### Phase régulière

#### Tableau synthétique des résultats
L'équipe qui reçoit est indiquée dans la colonne de gauche.
| Clubs             | AVU   | CMS   | GEN   | HER   | SLA   | NYO   | YVE   | ZUR   |
| ----------------- | ----- | ----- | ----- | ----- | ----- | ----- | ----- | ----- |
| RC Avusy          |       | 63-5  | 10-3  | 31-3  | 30-0  | 22-6  | 64-0  | 9-15  |
| RC CMSG           | 6-34  |       | 7-38  | 3-23  | 0-50  | 10-23 | 30-0  | 17-23 |
| RC Genève PLO     | 12-22 | 44-10 |       | 32-24 | 17-16 | 11-25 | 20-3  | 38-3  |
| Hermance RRC      | 8-15  | 26-5  | 11-16 |       | 22-10 | 3-14  | 52-16 | 32-3  |
| Stade Lausanne RC | 15-19 | 33-12 | 19-19 | 51-19 |       | 11-53 | 31-17 | 35-3  |
| Nyon RC           | 18-10 | 94-3  | 20-19 | 19-10 | 18-21 |       | 19-13 | 16-15 |
| RC Yverdon        | 3-32  | 34-17 | 11-28 | 12-20 | 20-50 | 20-36 |       | 19-20 |
| GC Zurich         | 30-0  | 53-9  | 29-12 | 53-3  | 22-15 | 23-27 | 36-17 |       |

|  | Victoire à domicile |  | Match nul |  | Défaite à domicile |

#### Détail des résultats
Les points marqués par chaque équipe sont inscrits dans les colonnes centrales (3-4) alors que les essais marqués sont donnés dans les colonnes latérales (1-6). Les points de bonus sont symbolisés par une bordure bleue pour les bonus offensifs (trois essais de plus que l'adversaire), orange pour les bonus défensifs (défaite avec au plus sept points d'écart), rouge si les deux bonus sont cumulés.

### Phase finale

#### Barrages
| 14 mai 2011 15 h 00 CET | RC Genève PLO | 20 – 28 | Stade Lausanne RC | Stade des Cherpines, Plan-les-Ouates Arbitre : Jérémy Brown |
| 14 mai 2011 15 h 00 CET | Essai(s) : 1  |         | Essai(s) : 3      | Stade des Cherpines, Plan-les-Ouates Arbitre : Jérémy Brown |
| 14 mai 2011 15 h 00 CET |               |         |                   | Stade des Cherpines, Plan-les-Ouates Arbitre : Jérémy Brown |

| 14 mai 2011 14 h 00 CET | GC Zurich    | 8 – 20 | Hermance RRC | Allmend-Brunau, Zurich Arbitre : John Coates |
| 14 mai 2011 14 h 00 CET | Essai(s) : 1 |        | Essai(s) : 3 | Allmend-Brunau, Zurich Arbitre : John Coates |
| 14 mai 2011 14 h 00 CET |              |        |              | Allmend-Brunau, Zurich Arbitre : John Coates |

#### Demi-finales
| 21 mai 2011 15 h 00 CET | Nyon RC      | 16 – 23 | Stade Lausanne RC | Stade Colovray, Nyon Arbitre : Jérémy Brown |
| 21 mai 2011 15 h 00 CET | Essai(s) : 2 |         | Essai(s) : 3      | Stade Colovray, Nyon Arbitre : Jérémy Brown |
| 21 mai 2011 15 h 00 CET |              |         |                   | Stade Colovray, Nyon Arbitre : Jérémy Brown |

| 21 mai 2011 15 h 00 CET | RC Avusy     | 18 – 5 | Hermance RRC | Stade d'Avusy, Avusy Arbitre : Manuel Mouta |
| 21 mai 2011 15 h 00 CET | Essai(s) : 3 |        | Essai(s) : 1 | Stade d'Avusy, Avusy Arbitre : Manuel Mouta |
| 21 mai 2011 15 h 00 CET |              |        |              | Stade d'Avusy, Avusy Arbitre : Manuel Mouta |

#### Finale
| 28 mai 2011 15 h 00 CET | RC Avusy     | 15 – 12 | Stade Lausanne RC | Stade d'Avusy, Avusy Arbitre : Jérémy Brown |
| 28 mai 2011 15 h 00 CET | Essai(s) : 2 |         |                   | Stade d'Avusy, Avusy Arbitre : Jérémy Brown |
| 28 mai 2011 15 h 00 CET |              |         |                   | Stade d'Avusy, Avusy Arbitre : Jérémy Brown |